# Тишина (фильм, 2010)
«Тишина» (нем. Das letzte Schweigen) — немецкий фильм-триллер режиссёра Барана бо Одара, вышедший на экраны в 2010 году. Основан на одноимённом романе Жана Костина Вагнера.

## Сюжет
Архитектор и семьянин Тимо Фридрих возвращается в свой родной город. В средствах массовой информации, он слышит о преступлении, похожем на то, что произошло 23 года назад. Вытесненное прошлое настигает его вновь.

## В ролях
- Вотан Вильке Мёринг — Тимо Фридрих
- Себастьян Бломберг — Давид Ян
- Катрин Засс — Елена Лянге
- Ульрих Томсен — Пеер Зоммер
- Каролина Эйхгорн — Рут Вегамм
- Рёланд Визнеккер — Карл Вегамм
- Юля Бёве — Яна Глейзер
- Бургхарт Клаусснер — Кришчан Миттих
- Клаудия Михельсен — Юлия Фридрих
- Оливер Стоковски — Маттиас Гриммер
- Анна-Лена Кленке — Синикка Вегамм
- Хелена Луиза Допплер — Пия Ланге

## Критика
Фильм получил положительные отзывы кинокритиков. На сайте Rotten Tomatoes фильм имеет рейтинг 87 % на основе 31 рецензии со средним баллом 7,3 из 10. На сайте Metacritic фильм имеет оценку 72 из 100 на основе 12 рецензий критиков, что соответствует статусу «в целом положительные отзывы».